# 福鹽線
福鹽線（日语：／ Fukuen sen */?）是一條連結日本廣島縣福山市福山站至同縣三次市鹽町站，屬於西日本旅客鐵道（JR西日本）的鐵路線（地方交通線）。使用的路線顏色是紫色（■），路線記號是Z。
在起點站福山站可以與山陽新幹線或山陽本線換乘，福山站至府中站間的路段為電氣化路段，主要以105系電聯車及115系電力動車組營運，此區間包含府中站是由西日本旅客鐵道中國統括本部直轄管理；其中福山站至神邊站之間路段可以使用交通卡「ICOCA」，神邊站同時也是井原鐵道井原線的起點站，部分井原線的列車會在此繼續駛至福山站。
府中站至鹽町站之間為非電氣化路段，主要以KiHa 120型柴聯車營運，此路段則是由中國統括本部下的三次鐵道部管轄。終點站鹽町站可銜接藝備線，福鹽線駛至鹽町站的全部列車都會繼續駛入藝備線，並以三次站為終點。

## 路線資料
- 管轄（事業類別）：西日本旅客鐵道（第一種鐵道事業者）
- 路線距離（營業距離）：78.0公里
- 軌距：1067毫米
- 站數：27個（包括起終點站）
  - 若只限屬於福鹽線的車站，排除屬於山陽本線的福山站、屬於藝備線的鹽町站[2]則為25個。
- 複線路段：沒有（全線單線）
- 電氣化路段：福山站－府中站間（直流1500V）
- 非電氣化路段：府中站－鹽町站間
- 閉塞方式：
  - 福山站－府中站間（下記除外）：自動閉塞式（特殊）
  - 河佐站－備後矢野站間：特殊自動閉塞式（軌道回路檢知式）
- 最高速度：85公里/小時
- 運轉指令所（日语：運転指令所）：
  - 福山站－府中站間：岡山綜合指令所府中派出
  - 府中站－鹽町站間：廣島綜合指令所
- 平均通過人員（日语：輸送密度）（2016年度）[3]
  - 路線全體：2,242人/日
  - 福山站－府中站間：6,936人/日
  - 府中站－鹽町站間：206人/日

## 運行形態
運轉系統是區分為電氣化區間的福山車站至府中車站間，和非電氣化區間的府中車站至鹽町車站間兩部分；全部列車都是以作為接續點的府中車站完全分斷，也因此電氣化區間會被稱為福鹽南線、非電氣化區間則被稱為福鹽北線。

## 歷史
最初為兩備輕便鐵道株式會社於1914年開始營運的「兩備輕便鐵道」，採用762mm之軌距，營業範圍為兩備福山車站（位於現在的福山車站東北側）至府中町車站（現在的府中車站）。1926年更名為兩備鐵道，並於1927年改為電氣化鐵路。
1933年被收歸國有後更名為「福鹽線」，1935年改為1067mm之軌距，並趁福山市區路段軌道重鋪之時，將路線直接接入福山車站。
在國鐵收購後的1933年起，國鐵也開始興建府中車站以北的路段，同年由庄原線的田幸車站（現在的藝備線鹽町車站）往南至吉舍車站之間的路段通車，此路段最初命名為「福鹽北線」。同一時間為做區分，原本的府中車站以南的路段被改稱為「福鹽南線」；直到1938年「福鹽北線」一路往南通至府中車站後，兩段路線才再被合併稱為「福鹽線」。
1987年配合國鐵分割民營化隸屬西日本旅客鐵道。
1989年配合八田原水壩的興建，河佐車站至備後三川車站間的路段做了調整，同時也廢除了八田原車站，此路段及車站也在1998年水壩完成後沉入水中。
2018年7月發生西日本豪雨，多處路段受損而全線停駛，在逐段修復後，於同年12月13日起全線恢復行駛。

## 車站列表
由於至鹽町站的全部列車都會繼續直通至藝備線三次站，因此也記載藝備線此路段的車債。
- 所有列車都是普通列車（停靠所有車站）
- 軌道（全線單線）… ◇、∨：可進行列車交會，｜：不可列車交會
- 所有車站都位於廣島縣內

| 電氣化狀況 | 路線名稱 | 中文站名 | 日文站名 | 英文站名 | 站間營業距離                        | 累計營業距離                            | 接續路線                               | 軌道         | 所在地 |
| ---------- | -------- | -------- | -------- | -------- | ----------------------------------- | --------------------------------------- | -------------------------------------- | ------------ | ------ |
| 電氣化     | 福鹽線   | 福山     |          |          | -                                   | 0.0                                     | 西日本旅客鐵道： 山陽新幹線、 山陽本線 | ∨            | 福山市 |
| 電氣化     | 福鹽線   | 備後本   |          |          | 1.8                                 | 1.8                                     |                                        | ｜           | 福山市 |
| 電氣化     | 福鹽線   | 橫尾     |          |          | 4.3                                 | 6.1                                     |                                        | ◇            | 福山市 |
| 電氣化     | 福鹽線   | 神邊     |          |          | 2.3                                 | 8.4                                     | 井原鐵道：井原線                       | ◇            | 福山市 |
| 電氣化     | 福鹽線   | 湯田村   |          |          | 2.0                                 | 10.4                                    |                                        | ｜           | 福山市 |
| 電氣化     | 福鹽線   | 道上     |          |          | 0.9                                 | 11.3                                    |                                        | ｜           | 福山市 |
| 電氣化     | 福鹽線   | 萬能倉   |          |          | 2.1                                 | 13.4                                    |                                        | ◇            | 福山市 |
| 電氣化     | 福鹽線   | 驛家     |          |          | 1.2                                 | 14.6                                    |                                        | ｜           | 福山市 |
| 電氣化     | 福鹽線   | 近田     |          |          | 1.4                                 | 16.0                                    |                                        | ｜           | 福山市 |
| 電氣化     | 福鹽線   | 戶手     |          |          | 1.0                                 | 17.0                                    |                                        | ｜           | 福山市 |
| 電氣化     | 福鹽線   | 上戶手   |          |          | 1.8                                 | 18.8                                    |                                        | ｜           | 福山市 |
| 電氣化     | 福鹽線   | 新市     |          |          | 1.2                                 | 20.0                                    |                                        | ◇            | 福山市 |
| 電氣化     | 福鹽線   | 高木     |          |          | 1.7                                 | 21.7                                    |                                        | ｜           | 府中市 |
| 電氣化     | 福鹽線   | 鵜飼     |          |          | 1.0                                 | 22.7                                    |                                        | ｜           | 府中市 |
| 電氣化     | 福鹽線   | 府中     |          |          | 0.9                                 | 23.6                                    |                                        | ◇            | 府中市 |
| 非電氣化   | 福鹽線   | 府中     |          |          | 0.9                                 | 23.6                                    |                                        | ◇            | 府中市 |
| 下川邊     | 福鹽線   |          |          | 4.3      | 27.9                                |                                         | ｜                                     |              | 府中市 |
| 中畑       | 福鹽線   |          |          | 3.9      | 31.8                                |                                         | ｜                                     |              | 府中市 |
| 河佐       | 福鹽線   |          |          | 3.1      | 34.9                                |                                         | ◇                                      |              | 府中市 |
| 備後三川   | 福鹽線   |          |          | 7.5      | 42.4                                |                                         | ｜                                     | 世羅郡世羅町 |        |
| 備後矢野   | 福鹽線   |          |          | 4.2      | 46.6                                |                                         | ◇                                      | 府中市       |        |
| 上下       | 福鹽線   |          |          | 3.7      | 50.3                                |                                         | ◇                                      | 府中市       |        |
| 甲奴       | 福鹽線   |          |          | 4.4      | 54.7                                |                                         | ｜                                     | 三次市       |        |
| 梶田       | 福鹽線   |          |          | 2.4      | 57.1                                |                                         | ｜                                     | 三次市       |        |
| 備後安田   | 福鹽線   |          |          | 5.2      | 62.3                                |                                         | ｜                                     | 三次市       |        |
| 吉舍       | 福鹽線   |          |          | 5.0      | 67.3                                |                                         | ◇                                      | 三次市       |        |
| 三良坂     | 福鹽線   |          |          | 6.3      | 73.6                                |                                         | ｜                                     | 三次市       |        |
| 鹽町       | 福鹽線   |          |          | 4.4      | 78.0                                | 西日本旅客鐵道： 藝備線（備後落合方向） | ◇                                      | 三次市       |        |
| 鹽町       | 藝備線   |          |          | 4.4      | 78.0                                | 西日本旅客鐵道： 藝備線（備後落合方向） | ◇                                      | 三次市       |        |
| 神杉       |          |          | 1.5      | 79.5     |                                     | ◇                                       |                                        | 三次市       |        |
| 八次       |          |          | 3.3      | 82.8     |                                     | ｜                                      |                                        | 三次市       |        |
| 三次       |          |          | 2.3      | 85.1     | 西日本旅客鐵道： 藝備線（廣島方向） | ◇                                       |                                        | 三次市       |        |

### 過去的接續路線
- 福山站：鞆鐵道線（日语：鞆鉄道線）：已於1954年3月1日停駛。
- 神邊站：井笠鐵道（日语：井笠鉄道）神邊線（日语：井笠鉄道神辺線）：已於1967年3月31日停駛。

### 廢除路段
（）內是起點起計的營業距離
1935年12月14日廢除路段
兩備福山站（0.0）－胡町站（0.6）－吉津站（1.2）－橫尾站（4.3）
1989年4月20日廢除路段
河佐站（0.0）－八田原（2.5）－備後三川站（8.9）

### 廢除信號場
- 高屋川臨時信號場：1934年廢除，神邊站－湯田村站間（福山站起計9.6公里）

## 脚注
1. ↑  . 西日本旅客鉄道. 2024-06-01  [2024-07-03]. （原始内容存档于2019-09-15） （日语）.
2. ↑  『停車場変遷大事典 国鉄・JR編』JTB、1998年。ISBN 978-4-533-02980-6。
3. ↑  データで見るJR西日本2017 - 区間別平均通過人員および旅客運輸収入（平成28年度）PDF - 西日本旅客鉄道
4. ↑  ＪＲ福塩線が全線で運転再開[永久]

## 關連項目
- 日本鐵路線列表
- 國鐵特殊窄軌線（日语：国鉄の特殊狭軌線） … 福山車站 - 府中車站間。舊線名「福鹽南線」。